# 1509
Portal Geschichte | Portal Biografien | Aktuelle Ereignisse | Jahreskalender | Tagesartikel

◄ |
15. Jahrhundert |
16. Jahrhundert
| 17. Jahrhundert | ►

◄ |
1470er |
1480er |
1490er |
1500er
| 1510er | 1520er | 1530er | ►

◄◄ |
◄ |
1505 |
1506 |
1507 |
1508 |
1509
| 1510 | 1511 | 1512 | 1513 | ► | ►►
Staatsoberhäupter  · Nekrolog · Kunstjahr · Literaturjahr · Musikjahr   · Wissenschaftsjahr
| Januar | Januar | Januar | Januar | Januar | Januar | Januar | Januar |
| Kw     | Mo     | Di     | Mi     | Do     | Fr     | Sa     | So     |
| 1      | 1      | 2      | 3      | 4      | 5      | 6      | 7      |
| 2      | 8      | 9      | 10     | 11     | 12     | 13     | 14     |
| 3      | 15     | 16     | 17     | 18     | 19     | 20     | 21     |
| 4      | 22     | 23     | 24     | 25     | 26     | 27     | 28     |
| 5      | 29     | 30     | 31     |        |        |        |        |
| ------ | ------ | ------ | ------ | ------ | ------ | ------ | ------ |

| Februar | Februar | Februar | Februar | Februar | Februar | Februar | Februar |
| Kw      | Mo      | Di      | Mi      | Do      | Fr      | Sa      | So      |
| 5       |         |         |         | 1       | 2       | 3       | 4       |
| 6       | 5       | 6       | 7       | 8       | 9       | 10      | 11      |
| 7       | 12      | 13      | 14      | 15      | 16      | 17      | 18      |
| 8       | 19      | 20      | 21      | 22      | 23      | 24      | 25      |
| 9       | 26      | 27      | 28      |         |         |         |         |
| ------- | ------- | ------- | ------- | ------- | ------- | ------- | ------- |

| März | März | März | März | März | März | März | März |
| Kw   | Mo   | Di   | Mi   | Do   | Fr   | Sa   | So   |
| 9    |      |      |      | 1    | 2    | 3    | 4    |
| 10   | 5    | 6    | 7    | 8    | 9    | 10   | 11   |
| 11   | 12   | 13   | 14   | 15   | 16   | 17   | 18   |
| 12   | 19   | 20   | 21   | 22   | 23   | 24   | 25   |
| 13   | 26   | 27   | 28   | 29   | 30   | 31   |      |
| ---- | ---- | ---- | ---- | ---- | ---- | ---- | ---- |

| April | April | April | April | April | April | April | April |
| Kw    | Mo    | Di    | Mi    | Do    | Fr    | Sa    | So    |
| 13    |       |       |       |       |       |       | 1     |
| 14    | 2     | 3     | 4     | 5     | 6     | 7     | 8     |
| 15    | 9     | 10    | 11    | 12    | 13    | 14    | 15    |
| 16    | 16    | 17    | 18    | 19    | 20    | 21    | 22    |
| 17    | 23    | 24    | 25    | 26    | 27    | 28    | 29    |
| 18    | 30    |       |       |       |       |       |       |
| ----- | ----- | ----- | ----- | ----- | ----- | ----- | ----- |

| Mai | Mai | Mai | Mai | Mai | Mai | Mai | Mai |
| Kw  | Mo  | Di  | Mi  | Do  | Fr  | Sa  | So  |
| 18  |     | 1   | 2   | 3   | 4   | 5   | 6   |
| 19  | 7   | 8   | 9   | 10  | 11  | 12  | 13  |
| 20  | 14  | 15  | 16  | 17  | 18  | 19  | 20  |
| 21  | 21  | 22  | 23  | 24  | 25  | 26  | 27  |
| 22  | 28  | 29  | 30  | 31  |     |     |     |
| --- | --- | --- | --- | --- | --- | --- | --- |

| Juni | Juni | Juni | Juni | Juni | Juni | Juni | Juni |
| Kw   | Mo   | Di   | Mi   | Do   | Fr   | Sa   | So   |
| 22   |      |      |      |      | 1    | 2    | 3    |
| 23   | 4    | 5    | 6    | 7    | 8    | 9    | 10   |
| 24   | 11   | 12   | 13   | 14   | 15   | 16   | 17   |
| 25   | 18   | 19   | 20   | 21   | 22   | 23   | 24   |
| 26   | 25   | 26   | 27   | 28   | 29   | 30   |      |
| ---- | ---- | ---- | ---- | ---- | ---- | ---- | ---- |

| Juli | Juli | Juli | Juli | Juli | Juli | Juli | Juli |
| Kw   | Mo   | Di   | Mi   | Do   | Fr   | Sa   | So   |
| 26   |      |      |      |      |      |      | 1    |
| 27   | 2    | 3    | 4    | 5    | 6    | 7    | 8    |
| 28   | 9    | 10   | 11   | 12   | 13   | 14   | 15   |
| 29   | 16   | 17   | 18   | 19   | 20   | 21   | 22   |
| 30   | 23   | 24   | 25   | 26   | 27   | 28   | 29   |
| 31   | 30   | 31   |      |      |      |      |      |
| ---- | ---- | ---- | ---- | ---- | ---- | ---- | ---- |

| August | August | August | August | August | August | August | August |
| Kw     | Mo     | Di     | Mi     | Do     | Fr     | Sa     | So     |
| 31     |        |        | 1      | 2      | 3      | 4      | 5      |
| 32     | 6      | 7      | 8      | 9      | 10     | 11     | 12     |
| 33     | 13     | 14     | 15     | 16     | 17     | 18     | 19     |
| 34     | 20     | 21     | 22     | 23     | 24     | 25     | 26     |
| 35     | 27     | 28     | 29     | 30     | 31     |        |        |
| ------ | ------ | ------ | ------ | ------ | ------ | ------ | ------ |

| September | September | September | September | September | September | September | September |
| Kw        | Mo        | Di        | Mi        | Do        | Fr        | Sa        | So        |
| 35        |           |           |           |           |           | 1         | 2         |
| 36        | 3         | 4         | 5         | 6         | 7         | 8         | 9         |
| 37        | 10        | 11        | 12        | 13        | 14        | 15        | 16        |
| 38        | 17        | 18        | 19        | 20        | 21        | 22        | 23        |
| 39        | 24        | 25        | 26        | 27        | 28        | 29        | 30        |
| --------- | --------- | --------- | --------- | --------- | --------- | --------- | --------- |

| Oktober | Oktober | Oktober | Oktober | Oktober | Oktober | Oktober | Oktober |
| Kw      | Mo      | Di      | Mi      | Do      | Fr      | Sa      | So      |
| 40      | 1       | 2       | 3       | 4       | 5       | 6       | 7       |
| 41      | 8       | 9       | 10      | 11      | 12      | 13      | 14      |
| 42      | 15      | 16      | 17      | 18      | 19      | 20      | 21      |
| 43      | 22      | 23      | 24      | 25      | 26      | 27      | 28      |
| 44      | 29      | 30      | 31      |         |         |         |         |
| ------- | ------- | ------- | ------- | ------- | ------- | ------- | ------- |

| November | November | November | November | November | November | November | November |
| Kw       | Mo       | Di       | Mi       | Do       | Fr       | Sa       | So       |
| 44       |          |          |          | 1        | 2        | 3        | 4        |
| 45       | 5        | 6        | 7        | 8        | 9        | 10       | 11       |
| 46       | 12       | 13       | 14       | 15       | 16       | 17       | 18       |
| 47       | 19       | 20       | 21       | 22       | 23       | 24       | 25       |
| 48       | 26       | 27       | 28       | 29       | 30       |          |          |
| -------- | -------- | -------- | -------- | -------- | -------- | -------- | -------- |

| Dezember | Dezember | Dezember | Dezember | Dezember | Dezember | Dezember | Dezember |
| Kw       | Mo       | Di       | Mi       | Do       | Fr       | Sa       | So       |
| 48       |          |          |          |          |          | 1        | 2        |
| 49       | 3        | 4        | 5        | 6        | 7        | 8        | 9        |
| 50       | 10       | 11       | 12       | 13       | 14       | 15       | 16       |
| 51       | 17       | 18       | 19       | 20       | 21       | 22       | 23       |
| 52       | 24       | 25       | 26       | 27       | 28       | 29       | 30       |
| 1        | 31       |          |          |          |          |          |          |
| -------- | -------- | -------- | -------- | -------- | -------- | -------- | -------- |

| Januar | Januar | Januar | Januar | Januar | Januar | Januar | Januar |
| Kw     | Mo     | Di     | Mi     | Do     | Fr     | Sa     | So     |
| 1      | 1      | 2      | 3      | 4      | 5      | 6      | 7      |
| 2      | 8      | 9      | 10     | 11     | 12     | 13     | 14     |
| 3      | 15     | 16     | 17     | 18     | 19     | 20     | 21     |
| 4      | 22     | 23     | 24     | 25     | 26     | 27     | 28     |
| 5      | 29     | 30     | 31     |        |        |        |        |
| ------ | ------ | ------ | ------ | ------ | ------ | ------ | ------ |

| Februar | Februar | Februar | Februar | Februar | Februar | Februar | Februar |
| Kw      | Mo      | Di      | Mi      | Do      | Fr      | Sa      | So      |
| 5       |         |         |         | 1       | 2       | 3       | 4       |
| 6       | 5       | 6       | 7       | 8       | 9       | 10      | 11      |
| 7       | 12      | 13      | 14      | 15      | 16      | 17      | 18      |
| 8       | 19      | 20      | 21      | 22      | 23      | 24      | 25      |
| 9       | 26      | 27      | 28      |         |         |         |         |
| ------- | ------- | ------- | ------- | ------- | ------- | ------- | ------- |

| März | März | März | März | März | März | März | März |
| Kw   | Mo   | Di   | Mi   | Do   | Fr   | Sa   | So   |
| 9    |      |      |      | 1    | 2    | 3    | 4    |
| 10   | 5    | 6    | 7    | 8    | 9    | 10   | 11   |
| 11   | 12   | 13   | 14   | 15   | 16   | 17   | 18   |
| 12   | 19   | 20   | 21   | 22   | 23   | 24   | 25   |
| 13   | 26   | 27   | 28   | 29   | 30   | 31   |      |
| ---- | ---- | ---- | ---- | ---- | ---- | ---- | ---- |

| April | April | April | April | April | April | April | April |
| Kw    | Mo    | Di    | Mi    | Do    | Fr    | Sa    | So    |
| 13    |       |       |       |       |       |       | 1     |
| 14    | 2     | 3     | 4     | 5     | 6     | 7     | 8     |
| 15    | 9     | 10    | 11    | 12    | 13    | 14    | 15    |
| 16    | 16    | 17    | 18    | 19    | 20    | 21    | 22    |
| 17    | 23    | 24    | 25    | 26    | 27    | 28    | 29    |
| 18    | 30    |       |       |       |       |       |       |
| ----- | ----- | ----- | ----- | ----- | ----- | ----- | ----- |

| Mai | Mai | Mai | Mai | Mai | Mai | Mai | Mai |
| Kw  | Mo  | Di  | Mi  | Do  | Fr  | Sa  | So  |
| 18  |     | 1   | 2   | 3   | 4   | 5   | 6   |
| 19  | 7   | 8   | 9   | 10  | 11  | 12  | 13  |
| 20  | 14  | 15  | 16  | 17  | 18  | 19  | 20  |
| 21  | 21  | 22  | 23  | 24  | 25  | 26  | 27  |
| 22  | 28  | 29  | 30  | 31  |     |     |     |
| --- | --- | --- | --- | --- | --- | --- | --- |

| Juni | Juni | Juni | Juni | Juni | Juni | Juni | Juni |
| Kw   | Mo   | Di   | Mi   | Do   | Fr   | Sa   | So   |
| 22   |      |      |      |      | 1    | 2    | 3    |
| 23   | 4    | 5    | 6    | 7    | 8    | 9    | 10   |
| 24   | 11   | 12   | 13   | 14   | 15   | 16   | 17   |
| 25   | 18   | 19   | 20   | 21   | 22   | 23   | 24   |
| 26   | 25   | 26   | 27   | 28   | 29   | 30   |      |
| ---- | ---- | ---- | ---- | ---- | ---- | ---- | ---- |

| Juli | Juli | Juli | Juli | Juli | Juli | Juli | Juli |
| Kw   | Mo   | Di   | Mi   | Do   | Fr   | Sa   | So   |
| 26   |      |      |      |      |      |      | 1    |
| 27   | 2    | 3    | 4    | 5    | 6    | 7    | 8    |
| 28   | 9    | 10   | 11   | 12   | 13   | 14   | 15   |
| 29   | 16   | 17   | 18   | 19   | 20   | 21   | 22   |
| 30   | 23   | 24   | 25   | 26   | 27   | 28   | 29   |
| 31   | 30   | 31   |      |      |      |      |      |
| ---- | ---- | ---- | ---- | ---- | ---- | ---- | ---- |

| August | August | August | August | August | August | August | August |
| Kw     | Mo     | Di     | Mi     | Do     | Fr     | Sa     | So     |
| 31     |        |        | 1      | 2      | 3      | 4      | 5      |
| 32     | 6      | 7      | 8      | 9      | 10     | 11     | 12     |
| 33     | 13     | 14     | 15     | 16     | 17     | 18     | 19     |
| 34     | 20     | 21     | 22     | 23     | 24     | 25     | 26     |
| 35     | 27     | 28     | 29     | 30     | 31     |        |        |
| ------ | ------ | ------ | ------ | ------ | ------ | ------ | ------ |

| September | September | September | September | September | September | September | September |
| Kw        | Mo        | Di        | Mi        | Do        | Fr        | Sa        | So        |
| 35        |           |           |           |           |           | 1         | 2         |
| 36        | 3         | 4         | 5         | 6         | 7         | 8         | 9         |
| 37        | 10        | 11        | 12        | 13        | 14        | 15        | 16        |
| 38        | 17        | 18        | 19        | 20        | 21        | 22        | 23        |
| 39        | 24        | 25        | 26        | 27        | 28        | 29        | 30        |
| --------- | --------- | --------- | --------- | --------- | --------- | --------- | --------- |

| Oktober | Oktober | Oktober | Oktober | Oktober | Oktober | Oktober | Oktober |
| Kw      | Mo      | Di      | Mi      | Do      | Fr      | Sa      | So      |
| 40      | 1       | 2       | 3       | 4       | 5       | 6       | 7       |
| 41      | 8       | 9       | 10      | 11      | 12      | 13      | 14      |
| 42      | 15      | 16      | 17      | 18      | 19      | 20      | 21      |
| 43      | 22      | 23      | 24      | 25      | 26      | 27      | 28      |
| 44      | 29      | 30      | 31      |         |         |         |         |
| ------- | ------- | ------- | ------- | ------- | ------- | ------- | ------- |

| November | November | November | November | November | November | November | November |
| Kw       | Mo       | Di       | Mi       | Do       | Fr       | Sa       | So       |
| 44       |          |          |          | 1        | 2        | 3        | 4        |
| 45       | 5        | 6        | 7        | 8        | 9        | 10       | 11       |
| 46       | 12       | 13       | 14       | 15       | 16       | 17       | 18       |
| 47       | 19       | 20       | 21       | 22       | 23       | 24       | 25       |
| 48       | 26       | 27       | 28       | 29       | 30       |          |          |
| -------- | -------- | -------- | -------- | -------- | -------- | -------- | -------- |

| Dezember | Dezember | Dezember | Dezember | Dezember | Dezember | Dezember | Dezember |
| Kw       | Mo       | Di       | Mi       | Do       | Fr       | Sa       | So       |
| 48       |          |          |          |          |          | 1        | 2        |
| 49       | 3        | 4        | 5        | 6        | 7        | 8        | 9        |
| 50       | 10       | 11       | 12       | 13       | 14       | 15       | 16       |
| 51       | 17       | 18       | 19       | 20       | 21       | 22       | 23       |
| 52       | 24       | 25       | 26       | 27       | 28       | 29       | 30       |
| 1        | 31       |          |          |          |          |          |          |
| -------- | -------- | -------- | -------- | -------- | -------- | -------- | -------- |

Im Jahr 1509 kommt es zum ersten friedlichen Thronwechsel in England seit fast 100 Jahren. Nach dem Tod des ersten Tudor-Herrschers König Heinrich VII. wird sein Sohn als Heinrich VIII. zum König von England gekrönt, nachdem dieser erst wenige Tage zuvor Katharina von Aragón geheiratet hat.
Mit der Vernichtung einer indisch-ägyptisch-arabischen Flotte in der Seeschlacht von Diu sichert der indische Vizekönig Francisco de Almeida die Seeherrschaft Portugals im Indischen Ozean für über ein Jahrhundert.
Während der Italienischen Kriege erleidet die Republik Venedig in der Schlacht von Agnadello eine vernichtende Niederlage gegen die von Papst Julius II. geführte Liga von Cambrai.

## Ereignisse

### Politik und Weltgeschehen

#### Hanse/Skandinavien
Eine Lübecker Flotte überfällt und plündert im September erst Bornholm, dann Gotland und bringt Kriegsgüter sowie Versorgungsmaterial nach Schweden. Dem gegen Dänemark gerichteten Bündnis Lübecks mit Schweden schließen sich Rostock, Stralsund und Wismar an. Im folgenden Jahr bricht der Dänisch-Hanseatische Krieg aus.

#### Heiliges Römisches Reich

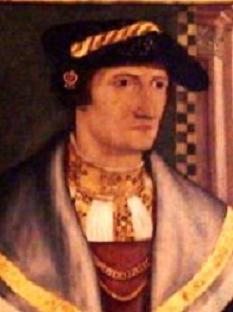
Johann II. von Simmern

- 27. Januar: Johann II. wird nach dem Tod seines Vaters Johann I. Pfalzgraf und Herzog von Simmern.
- 24. April: Mit der Verhaftung von 14 Frauen und einem Mann beginnt die Hexenverfolgung in Lemgo.
- 9. Juni: Mit der Erstürmung des Ratssaals von Erfurt durch Vertreter der Zünfte und die Vertreibung des Ratsherrn Kellner beginnt das tolle Jahr von Erfurt.
- 11. Juli: Der Tod seines Vaters Wilhelm II. von Hessen macht den fünfjährigen Philipp den Großmütigen zum hessischen Landgrafen. Seine Mutter ringt in der Folge erbittert mit den Landständen des Landes um die vormundschaftliche Regentschaft.

#### Italienische Kriege / Liga von Cambrai
- 27. April: Der zur Liga von Cambrai gehörende Papst Julius II. verhängt über die Republik Venedig ein Interdikt.
- 14. Mai: In der Schlacht von Agnadello wird die Armee der Republik Venedig von der Liga unter dem Befehl von Gian Giacomo Trivulzio vernichtend geschlagen.
- 8. Juni: Die belagerte Stadt Pisa muss wegen der Hungersnot in ihren Mauern gegenüber florentinischen Truppen kapitulieren.
- 8. August: Beim Versuch, im Auftrag der Liga die Stadt Legnano zu erobern, wird Gianfrancesco II. Gonzaga von venezianischen Truppen in seinem Lager überrascht, gefangen genommen und nach Venedig verbracht. Da sein Sohn Federico zu diesem Zeitpunkt erst neun Jahre alt ist, übernimmt Gianfrancescos Gattin Isabella d’Este die Regentschaft in der Markgrafschaft Mantua. Unterstützt wird sie dabei von ihrem Schwager Sigismondo Gonzaga.
- August: Kaiser Maximilian I. marschiert in Italien ein und belagert die venezianischen Städte Padua und Treviso.
- 29. September: Eleonora Gonzaga heiratet Francesco Maria I. della Rovere, den Herzog von Urbino.
- 15. Oktober: Nach einem Friedensschluss zwischen dem Reich und Venedig ziehen die Truppen Maximilians wieder aus Italien ab.

#### England

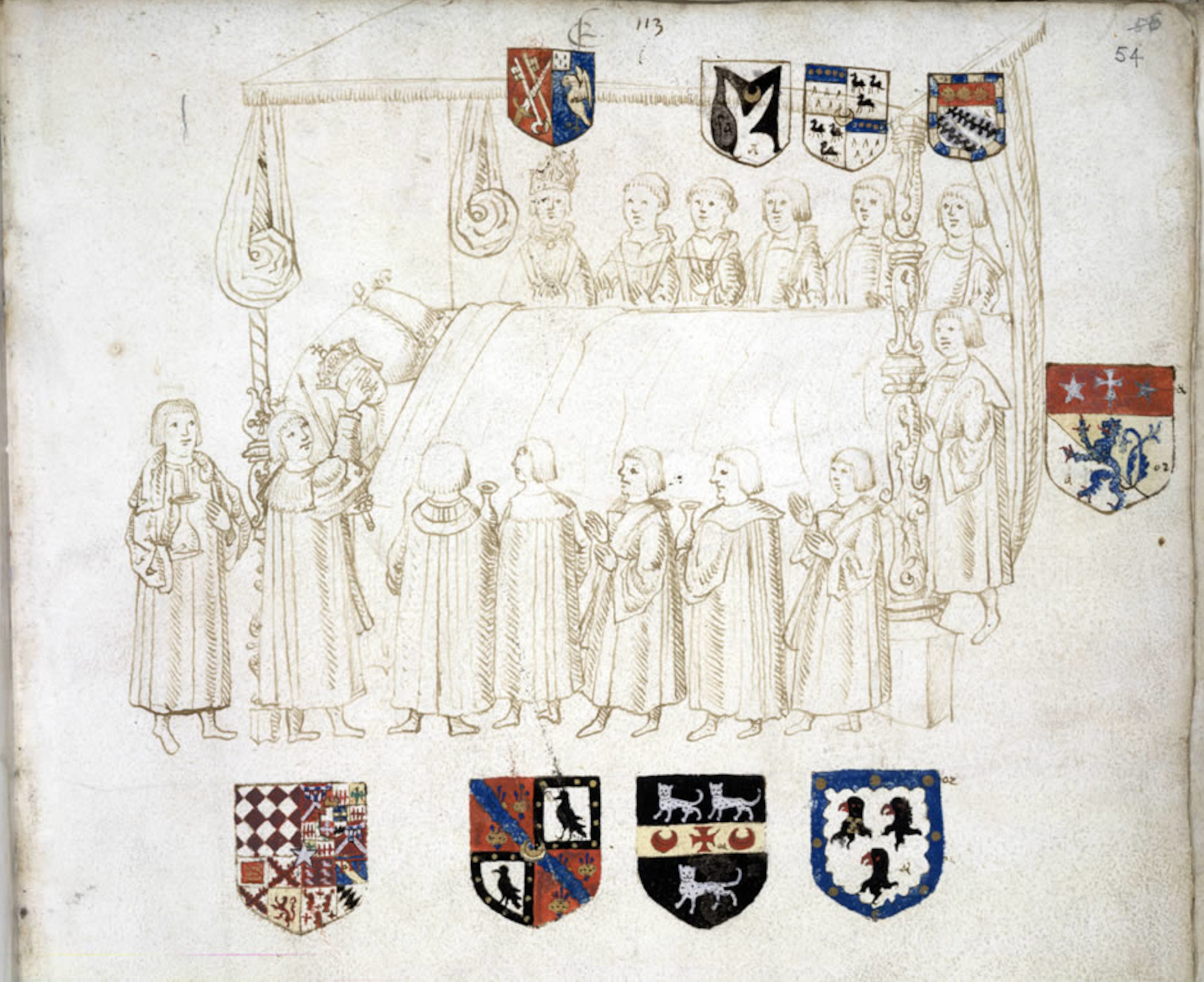
Henry VII. auf dem Totenbett

Der erste Tudor-Herrscher König Heinrich VII. stirbt am 21. April nach längerer Krankheit im Hampton Court Palace in Richmond upon Thames. Sein Tod wird zwei Tage lang geheim gehalten, während sich hinter den Kulissen ein politischer Machtkampf abspielt, der zum Sturz der beiden wichtigsten und unbeliebtesten Minister des alten Königs, Richard Empson und Edmund Dudley, führt, die als die Schuldigen für dessen tyrannische Finanzpolitik inhaftiert werden. Heinrichs gleichnamiger Sohn wird erst am 24. April in London als König ausgerufen. Er gewährt anschließend einen Generalpardon für alle, die seinem Vater Geld geschuldet haben. Es handelt sich um den ersten friedlichen Thronwechsel in England seit fast 100 Jahren.
Am 11. Juni geht Henry Tudor die Ehe mit Katharina von Aragón ein und wird am 23. Juni als Heinrich VIII. zum König von England gekrönt. Der junge König, der im Volk sehr populär ist, ruft eine euphorische Stimmung im Land hervor. Unter anderem veröffentlicht Thomas Morus einen Gedichtband zu seinen Ehren.

#### Entdeckungsreisen

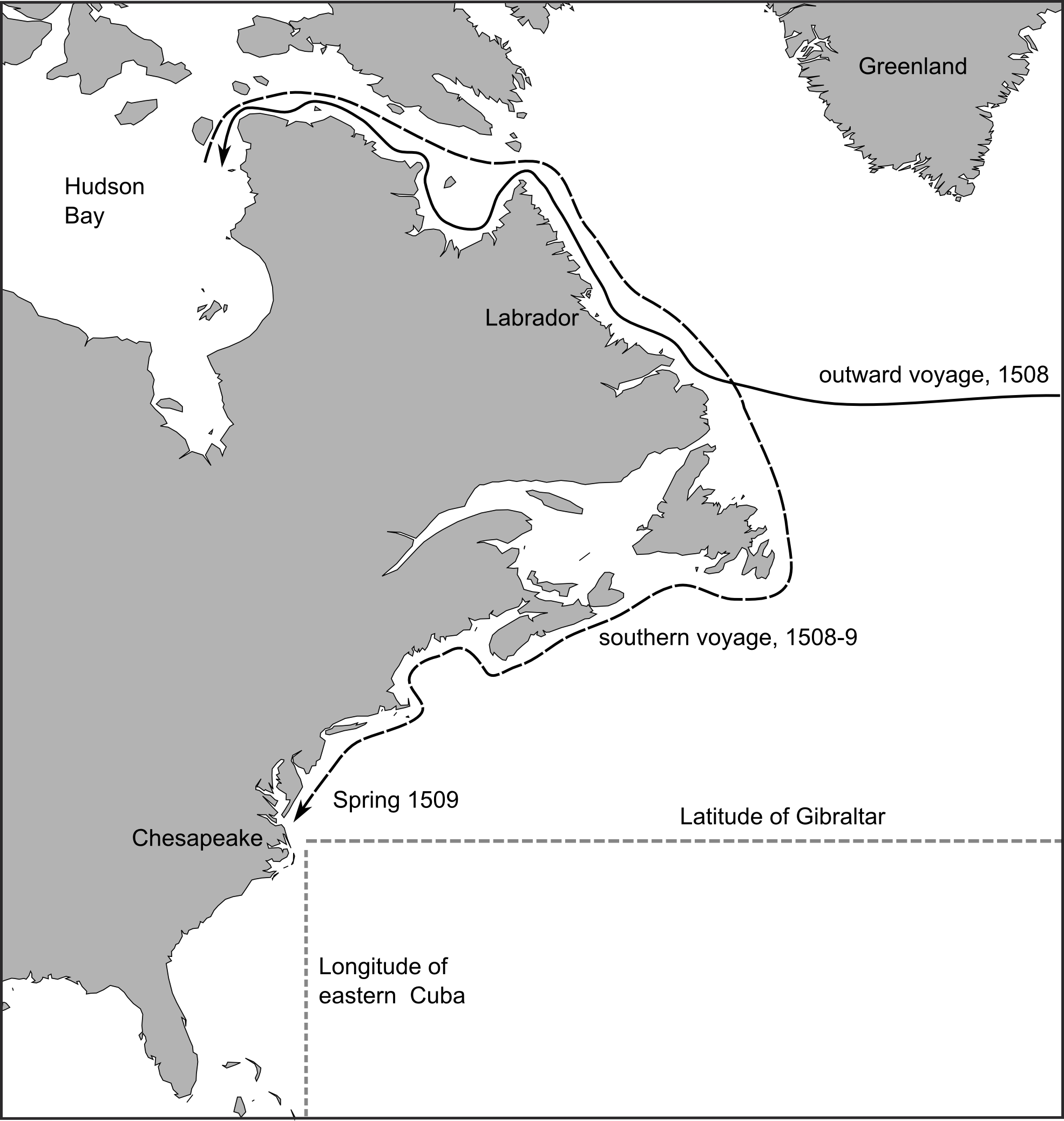
Karte mit der möglichen Reiseroute Cabots 1508/09

Sebastiano Caboto kehrt von einer im Auftrag des englischen Königs Heinrich VII. unternommenen Reise auf der Suche nach der Nordwestpassage zurück, die ihn möglicherweise nördlich bis in die Hudson Bay und südlich bis in die Chesapeake Bay geführt hat. Der neue König Heinrich VIII. zeigt wenig Interesse an Entdeckungsfahrten.

#### Portugal / Indien

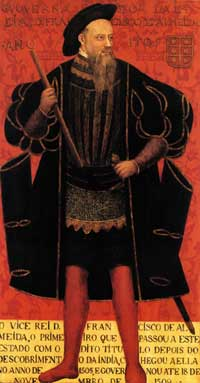
Francisco de Almeida

Mit der Vernichtung einer indisch-ägyptisch-arabischen Flotte in der Seeschlacht von Diu am 3. Februar kann der indische Vizekönig Francisco de Almeida den Tod seines Sohnes im Vorjahr rächen. Der Sieg sichert die Seeherrschaft Portugals im Indischen Ozean für über ein Jahrhundert und beendet die Epoche der ägyptischen Mamluken als Hegemonialmacht in diesem Raum.
Der portugiesische Seefahrer Diogo Lopes de Sequeira unternimmt eine Reise nach Malakka mit dem Auftrag, Handelsbeziehungen mit Sultan Mahmud aufzunehmen, kehrt aber ohne Erfolg zurück.

#### Spanische Kolonien
- Mai: Pedro Navarro erobert die Stadt Oran in Nordafrika von den Abdalwadiden für Spanien.

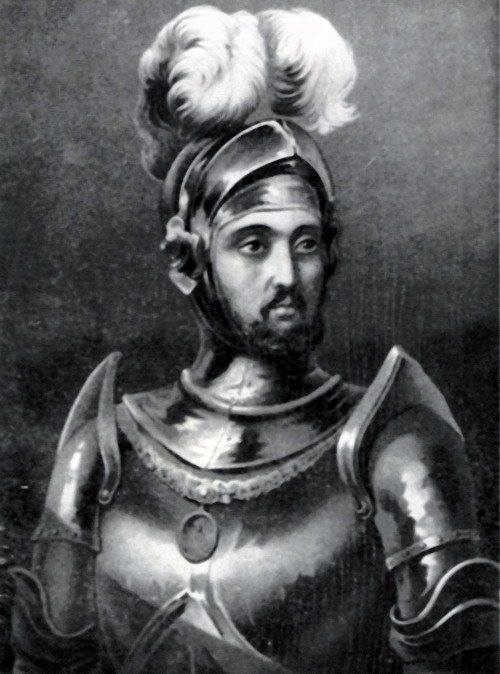
Diego Colón (Diego Kolumbus)

- Diego Kolumbus, Sohn von Christoph Kolumbus, löst Nicolás de Ovando als Vizekönig von Hispaniola und Gouverneur von Kuba ab. Seine Gattin María de Toledo begleitet ihn mit zahlreichen Hofdamen in die „Neue Welt“, wo sie am 9. Juli eintreffen.
- Diego Kolumbus nimmt Jamaika für Spanien in Besitz.

#### Zentralasien
Qazim Khan gründet das Kasachen-Khanat und erklärt sich vom Usbeken-Khanat unter Mohammed Scheibani unabhängig.

### Wirtschaft
Der französische König Ludwig XII. ändert die Statuten der 1248 gegründeten Rôtisseurs, der „Gänseröster-Innung“. Über die Jahre sind die Aktivitäten und Privilegien dieser auf das Zubereiten und Vermarkten aller Art Fleisch, darunter Geflügel und Wild ausgeweitet worden. Ihre Aktivitäten werden jetzt auf Geflügel, Wildvögel, Lamm und Wild beschränkt.

### Wissenschaft und Technik
- An der University of Oxford wird Brasenose College errichtet, eines der ältesten Colleges in Oxford.
- Der Laienspiegel von Ulrich Tengler erscheint erstmals im Druck.
- um 1509: Nikolaus Kopernikus verfasst den Commentariolus über die Planetenbahnen.

### Kultur
| Kultur | Kultur |
| --- | ------ |
| - Cinquecento in Italien - Renaissance - Hochrenaissance in Italien - Frührenaissance im deutschsprachigen Raum - Spätgotik - Manuelinik in Portugal - Isabellinischer Stil und Plateresker Stil in Spanien |        |

#### Bildende Kunst

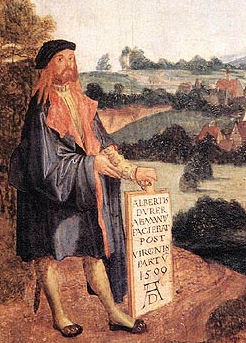
Selbstporträt Dürers mit dem Datum der Ablieferung auf dem Mittelbild

Die Werkstatt von Albrecht Dürer übersendet den von ihm erstellten Teil des Heller-Altars von Nürnberg nach Frankfurt am Main. Der andere Teil des von Jakob Heller für die Frankfurter Dominikanerkirche in Auftrag gegebenen Triptychons wird von Matthias Grünewald gefertigt. Die beiden Teile werden 1511 am Bestimmungsort zusammengebaut.
Tilman Riemenschneider schafft für die Pfarrkirche St. Kilian in Windsheim an der Aisch im Auftrag der Witwe Elisabeth Bachknapp den Zwölfbotenaltar.
Lucas van Leyden malt Die Versuchung des Heiligen Antonius.

#### Literatur und Theater

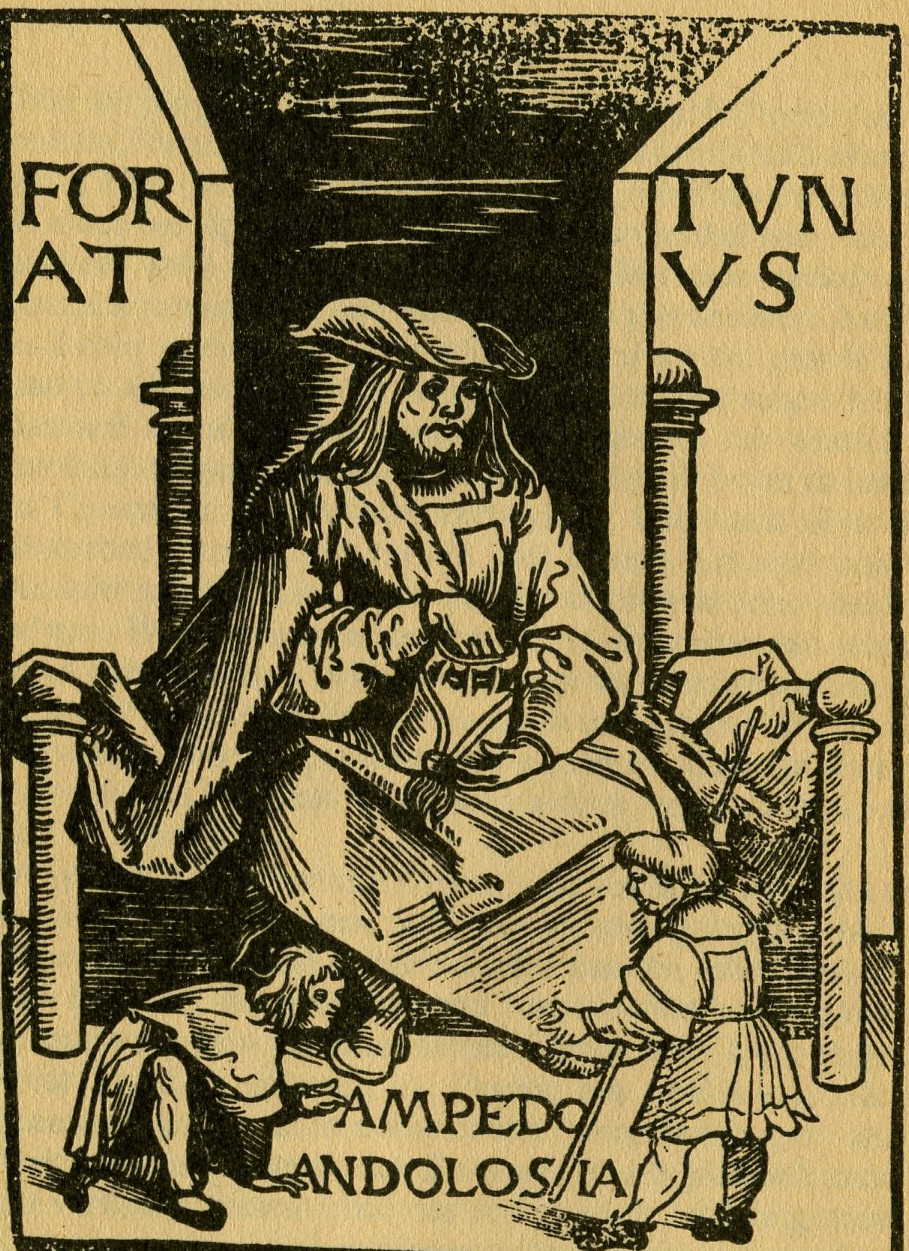
Titelseite der Erstausgabe des Fortunatus

### Religion

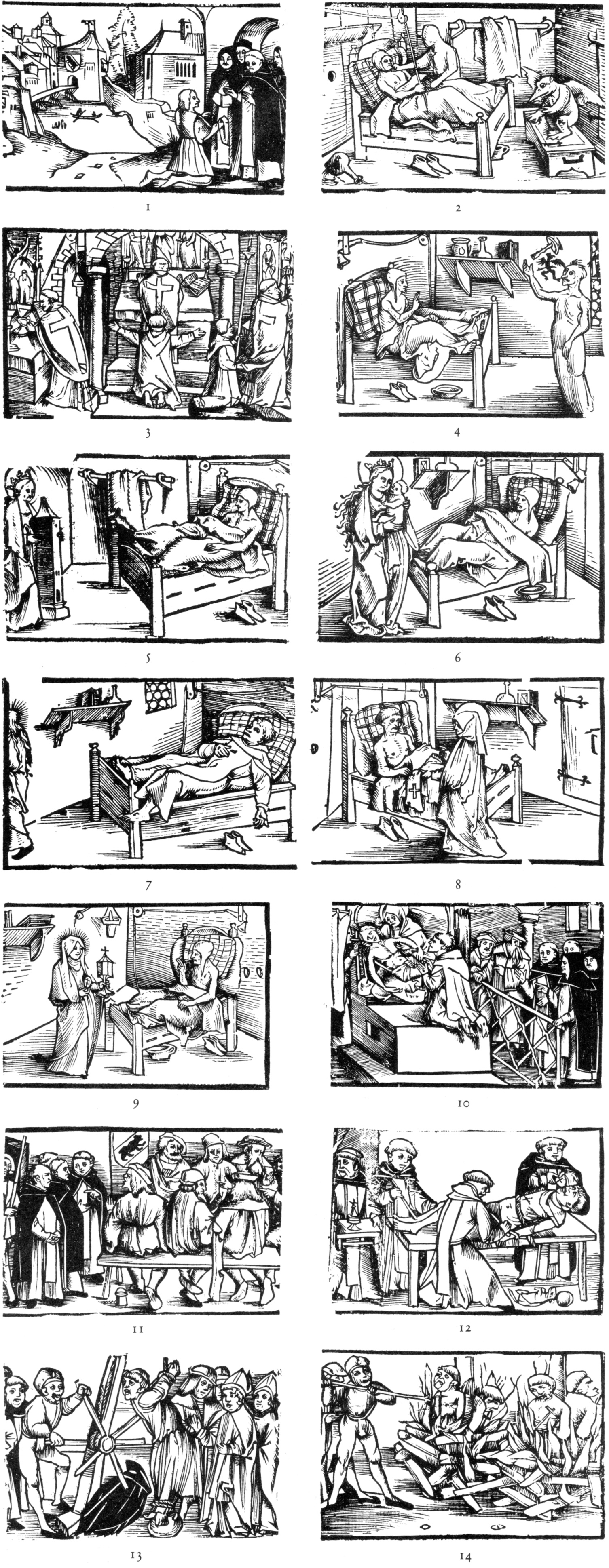
Holzschnitt-Illustration zum Jetzerhandel von Urs Graf, 1509

### Katastrophen

Die größte Ausdehnung des Dollarts (blau und grün)

### Geburtsdatum gesichert

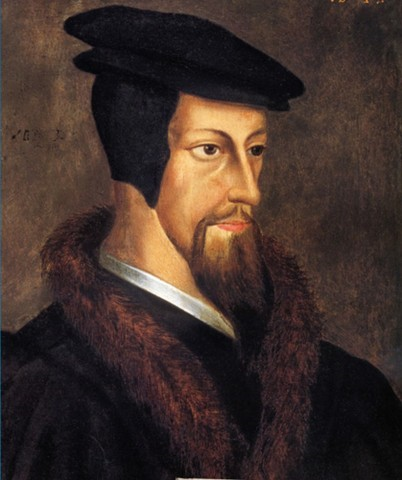
Johannes Calvin

### Todesdatum gesichert

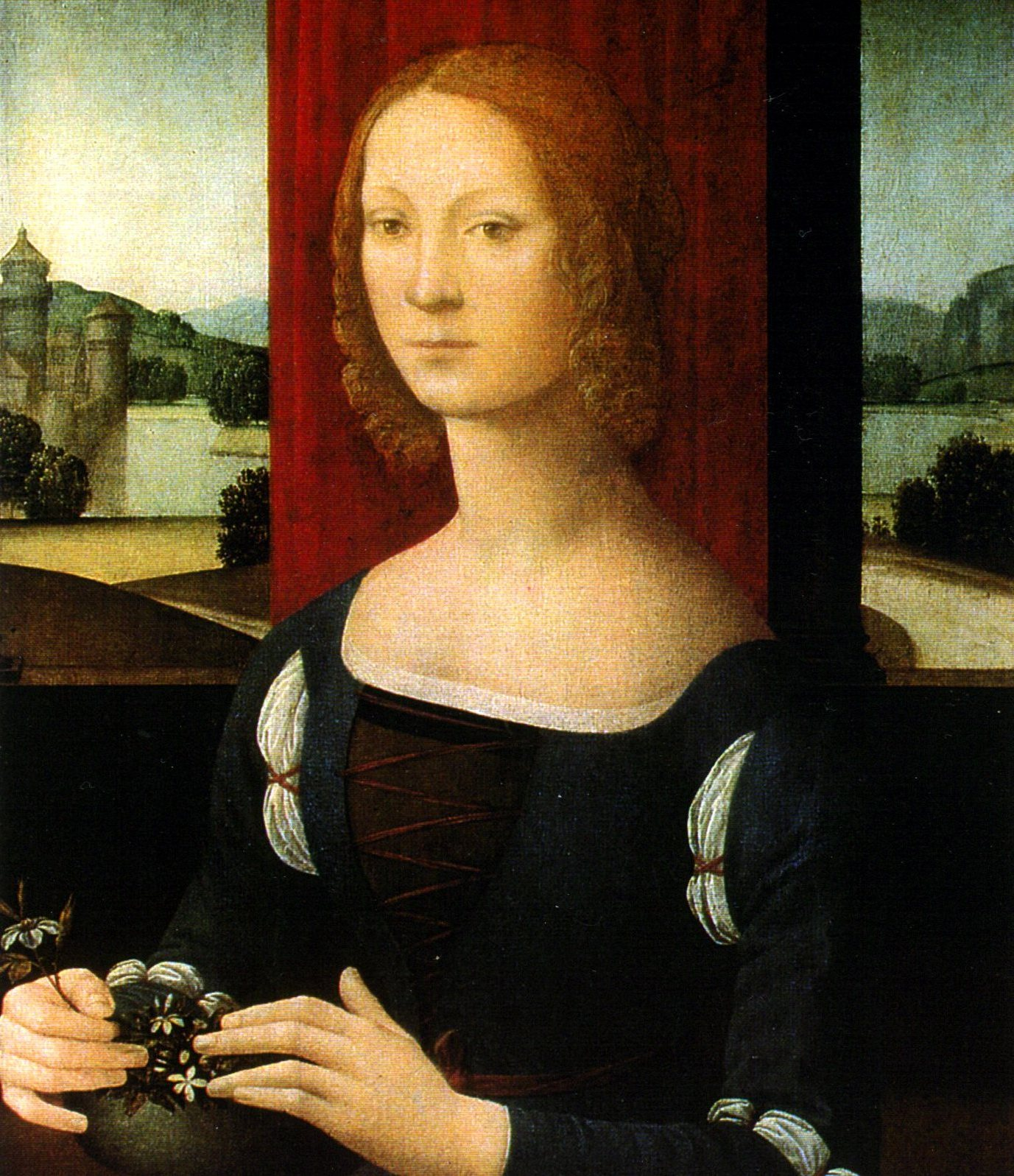
Lorenzo di Credi: Caterina Sforza